# El barbero de Sevilla (Rossini)
El barbero de Sevilla (título original en italiano, Il barbiere di Siviglia) es una ópera bufa en dos actos con música de Gioachino Rossini y libreto en italiano de Cesare Sterbini, basado en la comedia del mismo nombre (1775) de Pierre-Augustin de Beaumarchais. El estreno, bajo el título Almaviva, o la precaución inútil, tuvo lugar el 20 de febrero de 1816, en el Teatro Argentina de Roma. 
La trama relata las peripecias de una pareja de enamorados integrada por el conde de Almaviva y la joven 
Rosina. Bartolo, preceptor de la muchacha, también la pretende pese a la diferencia de edad. Para evitarlo, la pareja se vale de la ayuda del barbero Fígaro, quien mediante enredos engaña a Bartolo y consigue unir en matrimonio a los enamorados. En la ópera destacan tres arias: Largo al factotum, Una voce poco fa y La calunnia.
El barbero de Rossini ha demostrado ser una de las grandes obras maestras de la comedia dentro de la música, y ha sido descrita como la ópera bufa de todas las óperas bufas. Incluso después de doscientos años, su popularidad en la escena de la ópera moderna atestigua su grandeza. Fue una de las primeras óperas italianas que se representaron en los Estados Unidos, estrenándose allí en el Park Theater de Nueva York el 29 de noviembre de 1825.

## Historia

### Antecedentes
Previamente se escribieron otras obras de la misma temática: El barbero de Paisiello triunfó por un tiempo sobre la de Rossini. También en 1796 Nicolas Isouard compuso otra. Al final, la versión posterior de Rossini es la que ha soportado mejor el paso del tiempo y es la única que se mantiene en el repertorio. Desde su estreno en 1883, se han llevado a cabo 820 representaciones solo en la Metropolitan Opera de Nueva York.

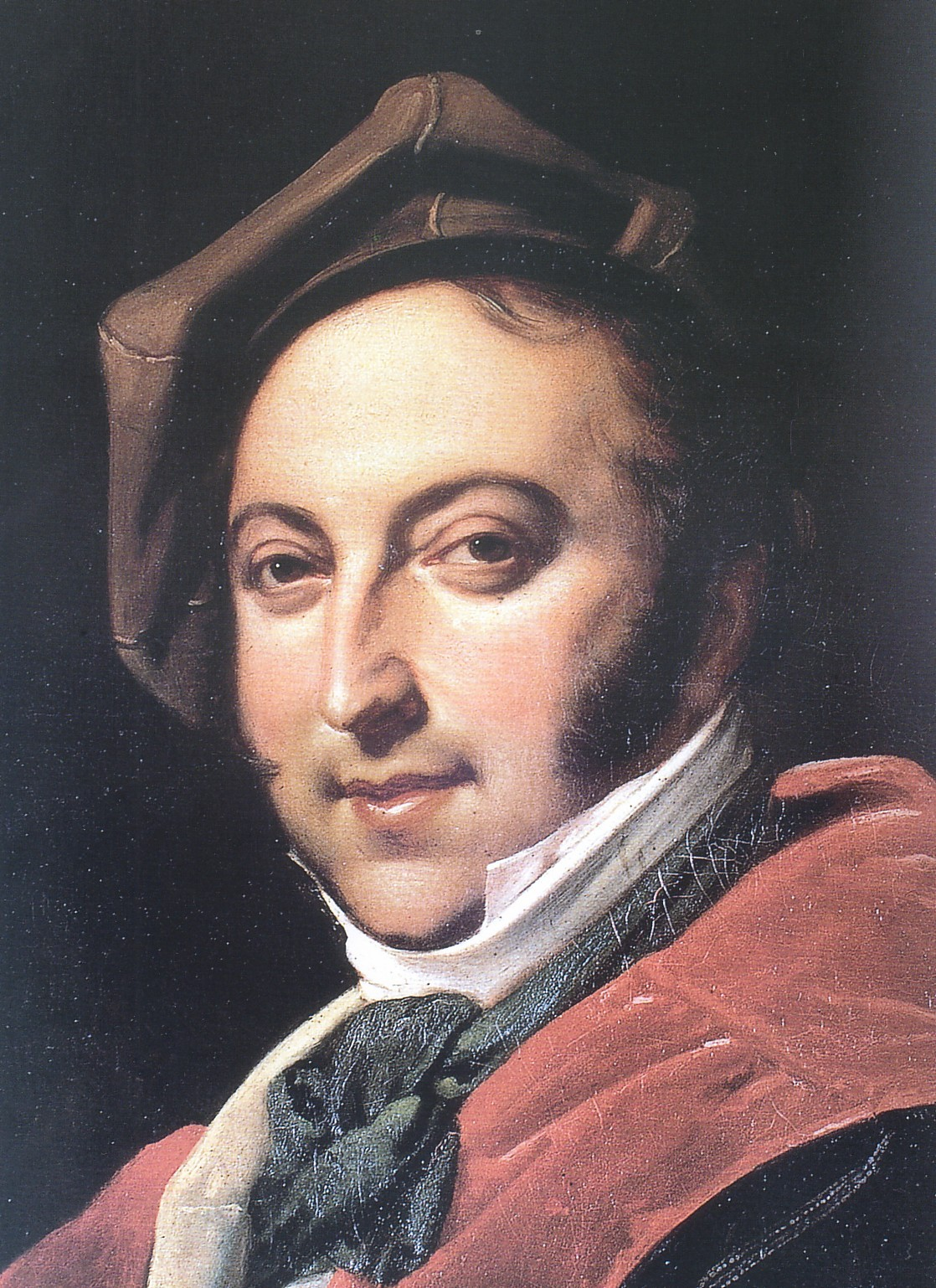
Retrato de Rossini.

La ópera de Rossini relata la primera de las obras de la trilogía de Fígaro, por el dramaturgo francés Pierre Beaumarchais, mientras que la ópera de Mozart Las bodas de Fígaro, compuesta treinta años antes en 1786, se basa en la segunda parte de la trilogía de Beaumarchais. La versión original de Beaumarchais fue estrenada en 1775 en París, en la Comédie-Française del Palacio de las Tullerías.
Rossini era bien conocido por ser muy productivo, pues componía unas dos óperas por año a lo largo de 19 años, y en algunos años llegó a componer cuatro. Rossini se había comprometido a escribir dos óperas para el carnaval de Roma de 1816. La primera la acabó el 26 de diciembre de 1815, y el mismo día comenzó a componer la segunda, que estuvo lista el 20 de enero de 1816, sin ningún conocimiento de cuál sería el libreto. Sterbini le proporcionó la historia del barbero, y tan pronto como entregó los versos, Rossini empezó a escribir la música, que quedó terminada en menos de tres semanas. Su título original era Almaviva, o sea la precaución inútil para distinguirla de El barbero de Sevilla de Paisiello. 
La obertura original se perdió de alguna manera y fue reemplazada por la que había utilizado en sus óperas previas Aureliano in Palmira e Isabel, reina de Inglaterra. En la escena debajo del balcón de Rosina, el tenor Manuel García introdujo un aria española de su propia autoría que resultó un fracaso, por lo que antes de la segunda representación Rossini escribió la bella cavatina Ecco ridente in cielo que la sustituyó, tomando la melodía del coro inicial de Aureliano y que a su vez era originalmente de su otra ópera Ciro en Babilonia. El tema de su efectivo trío Zitti, zitti fue tomado de Las estaciones de Haydn, y el aria cantada por la sirvienta Berta (Il vecchiotto cerca moglie) de una melodía rusa que había oído cantar a una dama en Roma. Para la escena de la lección de música, Rossini escribió un trío que se ha perdido, y así se ha dado la oportunidad a las cantantes a cargo del rol de Rosina de interpretar lo que ellas prefieran.

### Representaciones

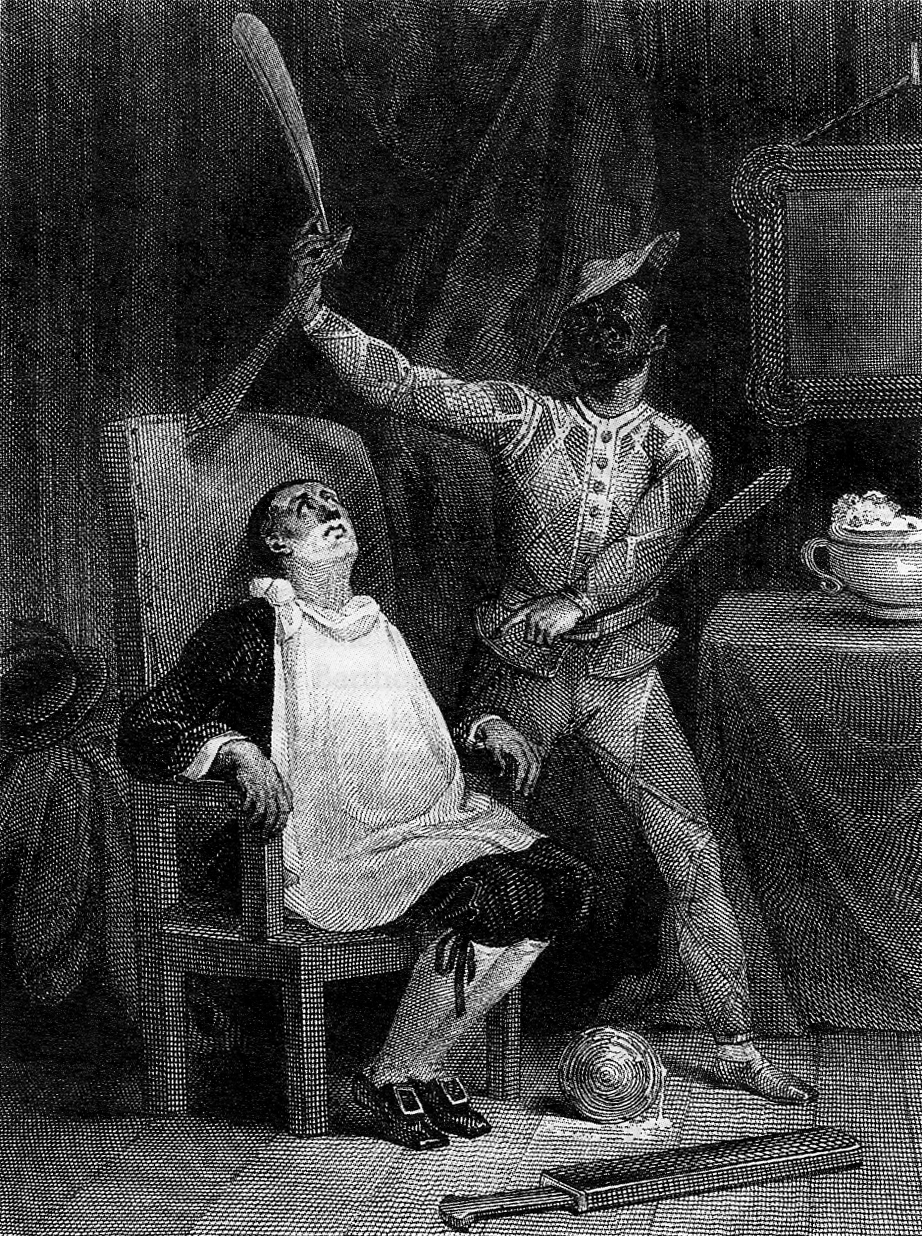
Ilustración de la obra de Pierre Beaumarchais. París, 1884.

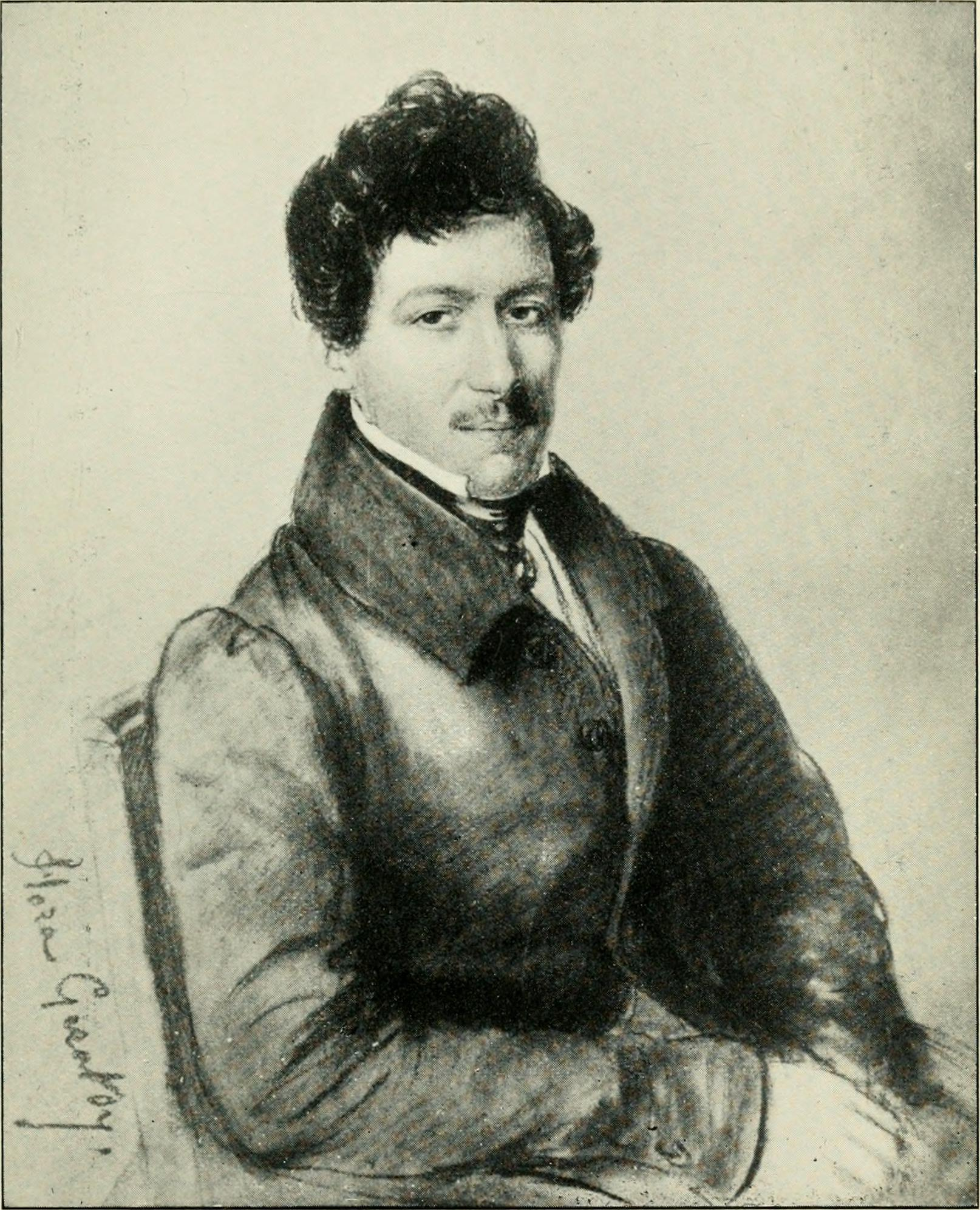
Manuel García, 1908.

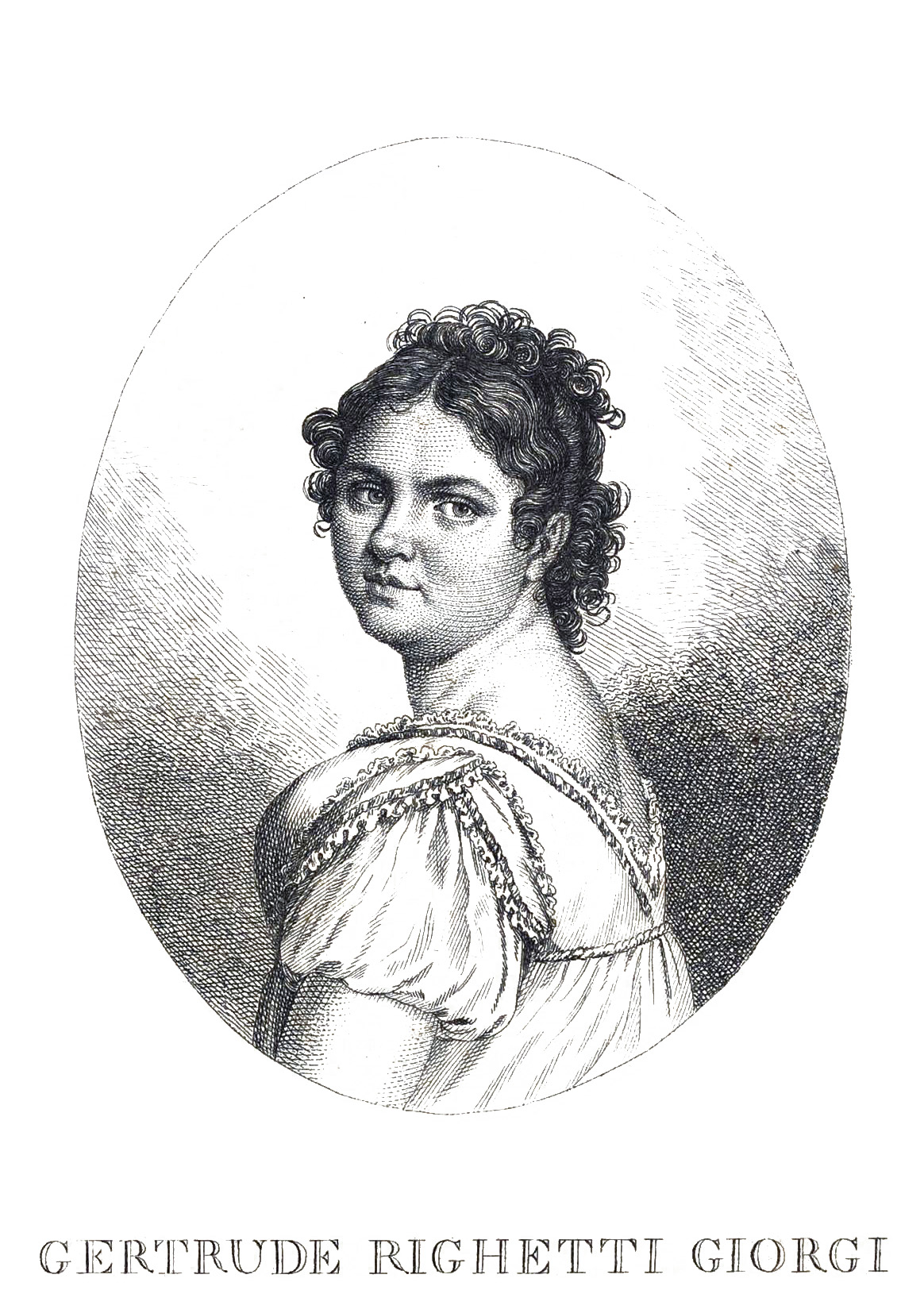
Geltrude Righetti, primera intérprete del papel de Rosina.

La primera representación de El barbero se produjo el 20 de febrero de 1816 en el Teatro Argentina de Roma. Fue un estrepitoso fracaso: la audiencia silbó y abucheó, y ocurrieron varios accidentes en escena. Uno de los cantantes dio un paso en falso y cayó en medio del escenario causando la burla de todos. Por otra parte, a uno de los músicos se le rompió en plena ejecución una cuerda de su instrumento y por si fuera poco, un gato saltó de improviso en medio del escenario. Rossini prefirió retirarse y poco después afirmó: "Tuve que huir ante la actitud de un público desenfrenado. Creía que me iban a matar". La principal causa es que muchos entre el público eran partidarios de uno de los rivales de Rossini, Giovanni Paisiello, quien ya había compuesto una ópera titulada El barbero de Sevilla y tomó la nueva versión de Rossini como una afrenta personal. Paisiello recurría a la mentalidad del populacho para provocar al resto de la audiencia y causar que la ópera les disgustara. En particular, él y sus seguidores se oponían al uso del bajo bufo, que es común en la ópera cómica. La segunda representación se encontró con una suerte bien distinta, convirtiéndose en un sonoro éxito. Es curioso señalar que la obra original en francés, Le Barbier de Séville, tuvo una historia similar, odiada en su estreno para convertirse en una obra favorita solo una semana después.
La contralto Geltrude Righetti Giorgi fue la primera Rosina de la historia, mientras que el papel del conde Almaviva fue asignado por el mismo Rossini al gran tenor español Manuel García. El papel de Fígaro lo interpretó Luigi Zamboni.
En España se estrenó en 1818, en el Teatro de la Santa Cruz de Barcelona, y fue la primera ópera que se representó en Argentina, el 3 de octubre de 1825, por un grupo de cantantes que se estaban presentando en Brasil y fueron contratados por el presidente Bernardino Rivadavia. Figuró en la primera temporada del Teatro Colón en 1908, con un elenco liderado por Titta Ruffo y Fiódor Shaliapin, y se representó en 32 temporadas, lo que la convierte en la sexta ópera más popular en la historia del coliseo porteño.
El barbero de Sevilla sigue siendo una de las óperas más populares; en las estadísticas de Operabase aparece la n.º 9 de las cien óperas más representadas en el período 2005-2010, siendo la 5.ª en italiano y la primera de Rossini.
La muy popular obertura de esta ópera se toca con frecuencia como pieza de concierto. Su carácter alegre, chispeante y humorístico prepara al público para las divertidas circunstancias y enredos de la trama argumental. Su música había sido utilizada por el compositor como obertura de dos óperas anteriores. Sin embargo, ha quedado ligada de manera permanente a ésta, una de sus obras maestras.
La obertura se usó asimismo como marcha de la banda de guerra del Ejército mexicano en tiempos del general Santa Anna. Igualmente es muy conocida el aria Largo al factotum, interpretada por Fígaro y que da cuenta de la importancia que se atribuye a este personaje en la obra.
El papel de Rosina, aunque escrito para una contralto de coloratura contralto, y más frecuentemente cantada por una mezzosoprano de coloratura en el pasado y ocasionalmente, en épocas más recientes, en trasposición por sopranos de coloratura como Marcella Sembrich, Maria Callas, Roberta Peters, Gianna D'Angelo, Victoria de los Ángeles, Beverly Sills, Lily Pons, Diana Damrau, Kathleen Battle, Luciana Serra e Isabel Leonard. Entre las famosas mezzosopranos que han cantado recientemente el rol de Rosina están Marilyn Horne, Teresa Berganza, Lucia Valentini Terrani, Cecilia Bartoli, Joyce DiDonato, Jennifer Larmore, Elīna Garanča y Vesselina Kasarova. Las contraltos más famosas que han cantado el papel de Rosina han sido Fanny Anitúa y Ewa Podleś.

## Personajes
| Personaje                                        | Tesitura         | Reparto el 20 de febrero de 1816 Director: Gioachino Rossini |
| ------------------------------------------------ | ---------------- | ------------------------------------------------------------ |
| Figaro, barbero sevillano                        | barítono         | Luigi Zamboni                                                |
| Rosina, pupila de don Bartolo                    | contralto        | Geltrude Righetti                                            |
| El conde de Almaviva (Lindoro), grande de España | tenor            | Manuel García                                                |
| Don Bartolo, doctor en medicina                  | bajo             | Bartolomeo Botticelli                                        |
| Don Basilio, sacerdote y músico                  | bajo             | Zenobio Vitarelli                                            |
| Berta, ama de llaves de don Bartolo              | soprano          | Elisabetta Loiselet                                          |
| Fiorello, criado del conde                       | bajo             | Paolo Biagelli                                               |
| Un oficial                                       | barítono o tenor |                                                              |
| Ambrogio, criado de don Bartolo                  | papel mudo       |                                                              |
| Un notario                                       | papel mudo       |                                                              |
| Coro: músicos y soldados                         |                  |                                                              |

## Argumento

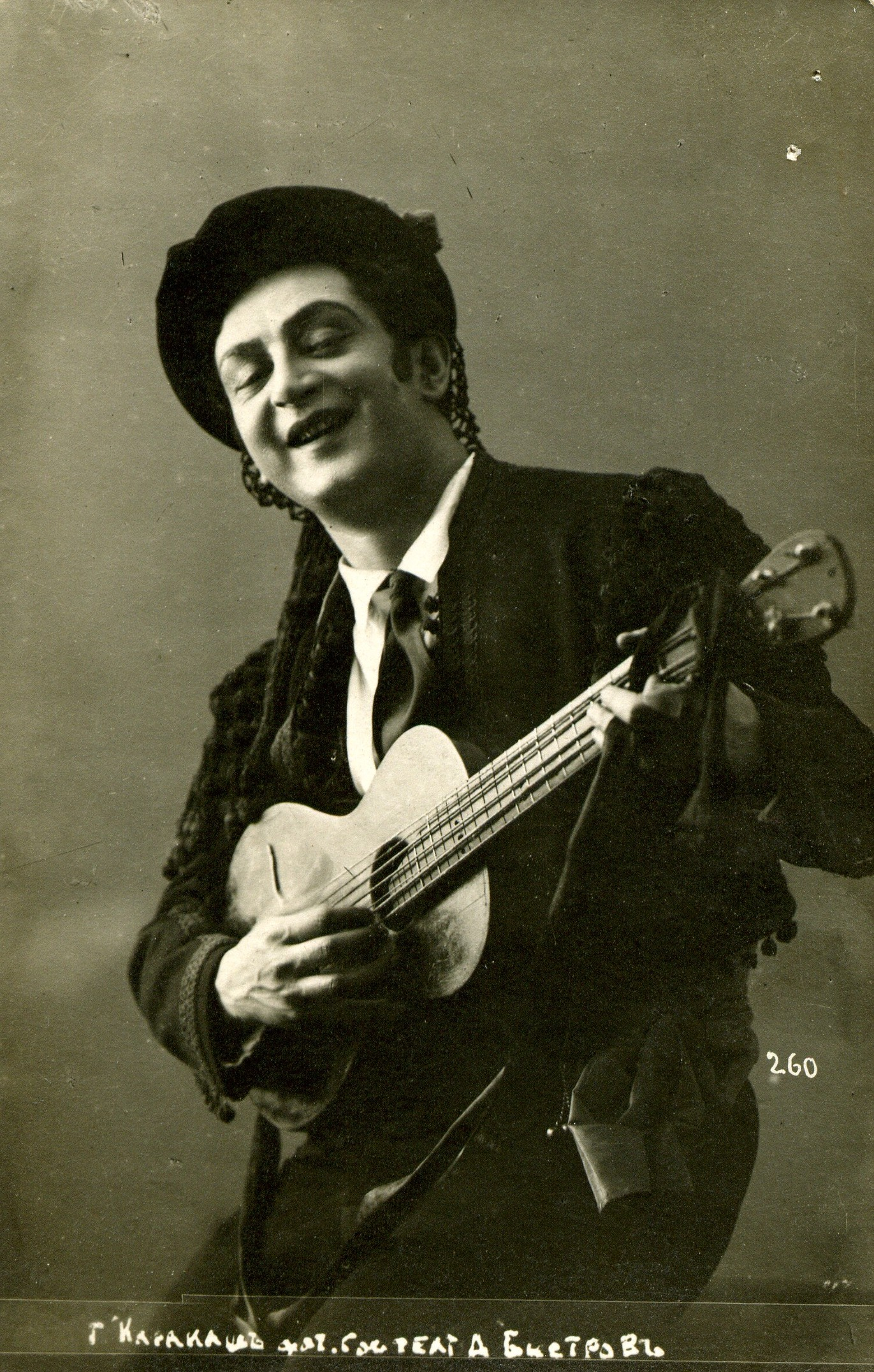
El barítono ruso Mijaíl Karakash (1887-1937) como Fígaro.

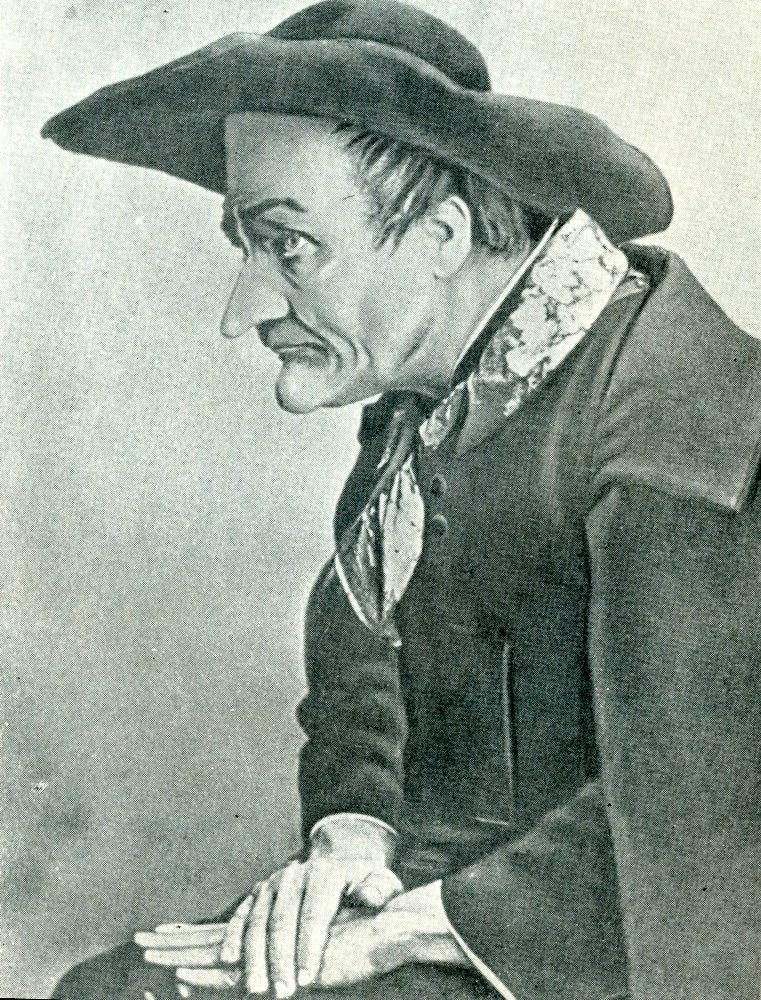
Fiódor Shaliapin como el intrigante Don Basilio.

Lugar: Sevilla, España.
Época: siglo XVIII.

### Acto I
Plaza enfrente de la casa del doctor Bartolo, en Sevilla
En una plaza pública en las afueras de la casa del viejo doctor Bartolo, una banda de música y un pobre estudiante llamado Lindoro están dando una serenata, sin resultado, ante la ventana de Rosina (Ecco ridente in cielo - "Aquí, riendo en el cielo"). Rosina es una pupila del doctor y este quiere casarse con ella. Lindoro, quien en realidad es el joven Conde Almaviva disfrazado, espera conseguir que la bella Rosina le ame por sí mismo y no por sus títulos o su dinero. Almaviva paga a los músicos cuando se marchan, quedando él entristecido y solitario.
Fígaro, que presume de ser el barbero más famoso de Sevilla y de que eso le abre todas las puertas, se acerca cantando (Aria: Largo al factotum della città - "Abrid paso al factótum de la ciudad"). Aprovechando que Fígaro fue en el pasado sirviente del Conde, le pide ayuda para encontrarse con Rosina, ofreciéndole dinero en caso de que logre arreglarlo. (Dúo: All'idea di quel metallo - "A la idea de aquel metal"). Fígaro aconseja al Conde que se disfrace de soldado borracho, para que le sirva de pretexto para que el doctor Bartolo le dé alojamiento en su casa amparándose en la obligación legal que recaía sobre los ciudadanos de acoger a las tropas cuando estas se desplazaban. Fígaro es generosamente recompensado por esta sugerencia.
Casa del doctor Bartolo
La escena comienza con la cavatina de Rosina: Una voce poco fa - "Una vocecita hace poco". (Esta aria fue originalmente escrita en la tonalidad de Mi mayor para una voz de mezzosoprano, pero a veces se traspone un semitono hasta Fa para que lo interpreten sopranos de coloratura, dándoles la oportunidad de cantar cadencias extras ligeramente tradicionales a veces llegando a res agudos o incluso fas, como en el caso de las interpretaciones de Diana Damrau.)
Rosina escribe una carta a Lindoro. Conforme está abandonando la habitación, entran el Dr. Bartolo y D. Basilio, un profesor de música. Este le cuenta sobre la llegada a Sevilla del conde de Almaviva enamorado en secreto de Rosina. Bartolo sospecha del Conde y pretende firmar el acta de casamiento con Rosina ese mismo día, y Basilio le aconseja que se quite de en medio al conde creando rumores falsos sobre él (esta aria, La calunnia è un venticello - "La calumnia es un vientecillo" - casi siempre se canta un tono inferior a la original en re mayor).
Cuando los dos se han ido, entra Fígaro a la casa y se entrevista con Rosina. Fígaro le pide a Rosina que escriba una carta a Lindoro y él se la   hará llegar. (Dúo: Dunque io son…tu non m'inganni? - "Entonces yo soy la que... ¿no me estás engañando?"). Aunque sorprendida por Bartolo, Rosina consigue engañarlo, pero él sigue sospechando. (Aria: A un dottor della mia sorte - "A un doctor como yo").
Conforme la sirvienta del Dr. Bartolo, Berta, intenta abandonar la casa, se encuentra con el conde disfrazado de soldado ebrio. Temiendo a este borracho, Berta se apresura a acudir donde Bartolo en busca de protección e intenta alejar al supuesto borracho, pero no lo logra. El Conde consigue unas palabras con Rosina, susurrándole que es Lindoro y le entrega una carta. El vigilante Bartolo sospecha y exige saber qué es esa pieza de papel en las manos de Rosina, pero ella le engaña entregándole la lista de la lavandería. Bartolo y el conde empiezan a discutir y, cuando Basilio, Fígaro y Berta aparecen, el ruido atrae la atención del oficial de la guardia y sus hombres. Bartolo cree que el conde ha sido arrestado, pero Almaviva solo tiene que mencionar su nombre al oficial para quedar en libertad. Bartolo y Basilio están asombrados y Rosina se burla de ellos. (Final: Fredda ed immobile - "Fría e inconmovible").

### Acto II
Casa del Doctor Bartolo
Almaviva de nuevo aparece en casa del Doctor, esta vez disfrazado como alumno de canto y pretendiendo actuar como un sustituto de su, supuestamente, enfermo maestro Basilio, habitual maestro de música de Rosina. Inicialmente, Bartolo sospecha, pero permite a Almaviva entrar cuando el conde le da la carta de Rosina. La carta contiene el plan de Bartolo de desacreditar a Lindoro quien él cree que es un sirviente del Conde y pretende conseguir mujeres para su amo. Para no dejar a Lindoro solo con Rosina, el Doctor Bartolo hace que Fígaro lo afeite. (Quinteto: Don Basilio! — Cosa veggo! - "¡Don Basilio! — ¿Qué veo?").
Cuando Basilio aparece de repente, lo sobornan con una bolsa de Almaviva para que se finja enfermo. Finalmente, Bartolo detecta el truco, echa a todo el mundo de la habitación y se apresura a ir a un notario para redactar el contrato de matrimonio entre él y Rosina. También muestra a Rosina la carta que ella escribió a "Lindoro", y la convence de que Lindoro es meramente un servidor de Almaviva.
La escena queda vacía mientras la música crea una tormenta. El Conde y Fígaro suben por una escalera hasta el balcón y entran en la habitación por la ventana. Rosina muestra la carta a Almaviva y expresa sus sentimientos. Almaviva revela su identidad y los dos se declaran su amor. Mientras Almaviva y Rosina están absortos el uno en el otro, Fígaro los urge que se marchen. Se oye a dos personas que se acercan a la puerta, e intentando escapar por la escalera, se dan cuenta de que la han quitado. Los que se acercan son Basilio y el notario. Basilio tiene que elegir entre aceptar un soborno y ser testigo o recibir dos balas en la cabeza (una elección fácil, dice él). Él y Fígaro firman como testigos el contrato de matrimonio entre el conde y Rosina. Bartolo entra pero es demasiado tarde. El aturdido Bartolo (que era quien había quitado la escalera) queda tranquilo cuando le permiten quedarse con la dote de Rosina.

## Instrumentación
La partitura de Rossini prevé la utilización de:
- 2 flautas (también ottavini), 1 oboe (2 oboes solo en la sinfonía), 2 clarinetes, 2 fagotes
- 2 trompas, 2 trompetas y 3 trombones (solo en la sinfonía)
- Timpani (solo en la sinfonía), bombo, sistro
- Guitarra
- Cuerdas

Para los recitativos:
- pianoforte (violonchelo y contrabajo ad libitum)

## Arias célebres
- Largo al factotum - Fígaro:[10][11] Es posiblemente el fragmento más conocido.[12]
- Ecco ridente in cielo - Serenata del conde de Almaviva[13]
- Una voce poco fa - Rosina[14]

- Dunque io son? - Dúo de Rosina y Fígaro[15]
- La calunnia é un venticello - Don Basilio[16]
- Contro un cor - Rondó de Rosina[17]
- Cessa di piú resistere - Almaviva[18]
- Di sì felice innesto - Todos

## Discografía seleccionada
Esta es una discografía parcial del Barbero de Sevilla.

### Audio
| Año  | Elenco (Rosina, Almaviva, Fígaro)                        | Director Teatro de ópera y orquesta                                                                                            | Sello discográfico                                                                    |
| ---- | -------------------------------------------------------- | --- | ------------------------------------------------------------------------------------- |
| 1950 | Giulietta Simionato, Luigi Infantino, Giuseppe Taddei    | Fernando Previtali, Coro y orquesta de la RAI de Milán                                                                         | Audio CD: Warner Fonit Cat: 5046 71224-2                                              |
| 1952 | Victoria de los Ángeles, Nicola Monti, Gino Bechi        | Tullio Serafin, Ópera y coro de Milán                                                                                          | -                                                                                     |
| 1954 | Antonietta Pastori, Nicola Monti, Rolando Panerai        | Carlo Maria Giulini, Orquesta sinfónica y coro de la RAI                                                                       | Audio CD: Great Opera Performances Classics Cat: G.O.P. 66.104                        |
| 1956 | Maria Callas, Luigi Alva, Tito Gobbi                     | Carlo Maria Giulini, Coro y orquesta del Teatro de La Scala                                                                    | Audio CD: Cetra                                                                       |
| 1957 | Giulietta Simionato, Alvinio Misciano, Ettore Bastianini | Alberto Erede, Orquesta y coro del Mayo Musical Florentino                                                                     | Audio CD: Decca Eloquence Cat: 467 4112                                               |
| 1957 | Maria Callas, Luigi Alva, Tito Gobbi                     | Alceo Galliera, Coro y Orquesta Philharmonia                                                                                   | Audio CD: EMI Classics Cat: 3920462                                                   |
| 1958 | Roberta Peters, Cesare Valletti, Robert Merrill          | Erich Leinsdorf, Orquesta y coro de la Metropolitan Opera                                                                      | Audio CD: RCA Cat: BMG-RCA Victor Cat: 09026-68552-2                                  |
| 1962 | Victoria de los Ángeles, Luigi Alva, Sesto Bruscantini   | Vittorio Gui, Royal Philharmonia                                                                                               | -                                                                                     |
| 1971 | Teresa Berganza, Luigi Alva, Hermann Prey                | Claudio Abbado, Orquesta Sinfónica de Londres y Coro Ambrosiano                                                                | Audio CD: Deutsche Grammophon Cat: 457 7332                                           |
| 1974 | Beverly Sills, Nicolai Gedda, Sherrill Milnes            | James Levine, Orquesta Sinfónica de Londres y el coro John Alldis                                                              | Audio CD: EMI Classics Cat: 7243-5-85523 and EMI "Classics for Pleasure" Cat: 3932762 |
| 1976 | Frederica von Stade, Renzo Casellatto, Hermann Prey      | Thomas Schippers, La Scala | -                                                                                     |
| 1982 | Marilyn Horne, Paolo Barbacini, Leo Nucci                | Riccardo Chailly, Orquesta y coro del Teatro de La Scala, Milán                                                                | Audio CD: Fonit Cetra Cat: CDC 30; Warner Fonit 3984 29187-2                          |
| 1982 | Agnes Baltsa, Francisco Araiza, Thomas Allen             | Neville Marriner, Academia de St. Martin in the Fields y el Coro Ambrosiano                                                    | Audio CD: Philips<cat: 446 448-2 Decca Cat: 470 434-2                                 |
| 1982 | Marilyn Horne, Paolo Barbacini, Leo Nucci                | Riccardo Chailly, Coro y orquesta del Teatro de La Scala, Milán                                                                | -                                                                                     |
| 1987 | Luciana Serra, Rockwell Blake, Bruno Pola                | Bruno Campanella, Orquesta y coro del Teatro Regio de Turín (Grabación de una interpretación del Teatro Regio de Turín, junio) | Audio CD: Nuova Era Cat: 223299 House of Opera Cat: CDBB 534                          |
| 1988 | Cecilia Bartoli, William Matteuzzi, Leo Nucci            | Giuseppe Patanè, Orquesta y Coro del Teatro Comunale de Bolonia                                                                | Audio CD: Decca Cat: 425 520-2                                                        |
| 1992 | Kathleen Battle, Frank Lopardo, Plácido Domingo          | Claudio Abbado, Coro y Orquesta de Cámara de Europa                                                                            | Audio CD: Deutsche Grammophon, Cat: 435 763-2GH2                                      |
| 1992 | Suzanne Mentzer, Jerry Hadley, Thomas Hampson            | Gianluigi Gelmetti, Orquesta de Toscana                                                                                        | -                                                                                     |
| 1992 | Sonia Ganassi, Ramón Vargas, Roberto Servile             | Willi Homburg, Orquesta de cámara Falloni                                                                                      | -                                                                                     |
| 1997 | Edita Gruberová, Juan Diego Flórez, Vladimir Chernov     | Ralf Weikert, Coro y Orquesta de la Radiodifusión de Múnich (Grabación en vivo)                                                | Audio CD: Nightingale Classics Cat: NC 004022                                         |
| 1998 | Cecilia Bartoli, William Mateuzzi, Leo Nucci             | Giuseppe Patané, Teatro Comunal de Bolonia                                                                                     | -                                                                                     |

### Video y DVD
- 1956: Tito Gobbi (Fígaro); Corradi (Rosina); Tagliavini; De Taranto ; Tajo (Basilio); Ópera de Roma;Morelli[20]
- 1959: Hermann Prey, Erika Köth, Fritz Wunderlich, Hans Hotter, Max Proebstl, Orquesta de la Ópera del Estado de Baviera, Joseph Keilberth, en alemán. Legato Classics. VHS
- 1972: Hermann Prey; Teresa Berganza; Luigi Alva; Dara (Bartolo); Montarsolo (Basilio); Orquesta y coro de La Scala ; Jean Pierre Ponnelle - Claudio Abbado. DG VHS/DVD
- 1982: John Rawnsley; Maria Ewing; Cossotti; Desderi (Bartolo); Ferruccio Furlanetto (Basilio); Orquesta y coro del Festival de Glyndebourne; Cambrelling (director); Cox (director); Heather (director del video). Castle VHS/Warner DVD
- 1987: Leo Nucci; Kathleen Battle; Blake; Dara (Bartolo); Ferruccio Furlanetto (Basilio); orquesta y coro de la Metropolitan Opera; Weikert (director), John Cox (director); Large (director del video) DG VHS/DVD
- 1988: Gino Quilico; Cecilia Bartoli; Kuebler; Feller (Bartolo); Lloyd (Basilio); Coro de la ópera de Colonia/Orquesta sinfónica de la radio de Stuttgart; Ferro (director); Hampe (director); Viller (director del vídeo). RCA VHS/Art Haus Musik DVD
- 1992: David Malis; Jennifer Larmore; Richard Croft; Ópera de los Países Bajos; Alberto Zedda (director); Hulscher (director). Image DVD
- 2001: Manuel Lanza, Vesselina Kasarova, Reinaldo Macias, Carlos Chausson, Nikolái Giaúrov, Ópera de Zúrich, Nello Santi
- 2002: Dalibor Jenis, Joyce DiDonato, Roberto Sacca, Carlos Chausson, Kristinn Sigmundsson, Ópera de París, Bruno Campanella.
- 2005:Pietro Spagnoli, María Bayo, Juan Diego Flórez, Ruggero Raimondi, Bruno Pratico, Teatro Real de Madrid, Emilio Sagi, Gianluigi Gelmetti
- 2008: Rinat Shaham (Rosina); Francesco Meli (Conde); Roberto Frontali (Fígaro); Antonino Fogliani (director); Bepi Morassi (director); orquesta y coro del Teatro La Fenice de Venecia. Dynamic (discográfica) Cat.33597
- 2010: Simon Keenlyside, Joyce DiDonato, Juan Diego Flórez, Ferruccio Furlanetto, Alessandro Corbelli, Covent Garden, Antonio Pappano (director). Virgin Classics. DVD.
- 2018: Leo Nucci, Nino Machaidze, Dmitry Korchak, Carlo Lepore, Ferruccio Furlanetto, Orquesta y Coro de la Arena de Verona, Daniel Oren (director). Bel Air. DVD.